# Mesapamea calcirena
Mesapamea calcirena là một loài bướm đêm trong họ Noctuidae.